# Serov
Huyện Serov (tiếng Nga: ? райо́н) là một huyện hành chính tự quản (raion), của Tỉnh Sverdlovsk, Nga. Huyện có diện tích 431 km², dân số thời điểm ngày 1 tháng 1 năm 2000 là 99800 người. Trung tâm của huyện đóng ở Serov.